# Friedrich-Karl Praetorius
Friedrich-Karl Praetorius (* 6. Januar 1952 in Hamburg) ist ein deutscher Schriftsteller, Theater- und Filmschauspieler.

## Leben
Friedrich-Karl Praetorius schloss den Besuch der Hamburgischen Hochschule für Musik und darstellende Kunst 1971 mit einem Diplom ab. Von 1972 bis 1977 wurde er von Peter Zadek ans Schauspielhaus Bochum engagiert.
Eine einjährige Unterbrechung führte ihn als Mitglied der „PipSimmons-group“ nach Rotterdam und London. 1976 war er zusammen mit Herbert Grönemeyer Protagonist in Wedekinds Frühlings Erwachen, es folgte ein Auftritt in der legendären ersten Hamlet-Inszenierung Zadeks in Bochum–Hamme.
Zadek holte ihn dann nach Hamburg. Dort spielte er zunächst am Hamburger Schauspielhaus in der Uraufführung des Stückes Freibrief von Gaston Salvatore unter der Regie von Arie Zinger.
Anschließend besetzte ihn Peter Zadek mit der zentralen Rolle des Gethin Price in dem Stück Komiker, das nach der Premiere im Hamburger Thalia Theater 1978 zum Berliner Theatertreffen eingeladen wurde.
Mit Neuenfels wechselte er 1979 ans Schauspiel Frankfurt. Neuenfels betraute ihn 1979 mit der Titelrolle in König Ödipus am Schauspiel Frankfurt. Es folgten dort weitere Titelrollen. Von 1982 bis 1984 war Praetorius am Schiller-Theater. Nach einem kurzen Engagement am Münchener Residenz-Theater holte ihn Ivan Nagel für die Spielzeit 1985–1986 an das Staatstheater Stuttgart.
1988 trat er am Wiener Burgtheater als Kaufmann von Venedig auf, wechselte 1990 ans Schauspielhaus Zürich, bevor er dann ab 1992 abermals nach Frankfurt ging, wo er seitdem spielt. Daneben gibt er Gastspiele an anderen Theaterhäusern im deutschsprachigen Raum.
Praetorius war häufig in Filmen und Fernsehserien zu sehen. In dem Kinofilm Die Zärtlichkeit der Wölfe von Rainer Werner Fassbinder von 1973 wurde er als Kurt Fromm besetzt. Er spielte mehrmals in der Fernsehreihe Tatort und in der Serie Ein Fall für Zwei sowie tragende Rollen in Verfilmungen der Brechtstücke Dreigroschenoper und Mutter Courage. In der 2. Staffel hatte er in der ARD-Serie Liebling Kreuzberg eine Nebenrolle als Referendar Wittlich (1988). 2011 wirkte er im Film Hotel Lux mit.
Neben einer Tätigkeit als Buchkritiker und Journalist u. a. für den Spiegel, die Zeit und die Frankfurter Rundschau verfasste er ab 1993 mehrere Bücher, die im Suhrkamp- und Insel Verlag erschienen. Er verfasste mehrere Theaterstücke, darunter Alzheimer Roulette und Die Frauenfalle (beide uraufgeführt 1999) und Wildgrober oder Schluß mit dem Theater, gewidmet dem verstorbenen Schauspielerkollegen Ulrich Wildgruber, das zum Stückmarkt des Berliner Theatertreffens 2000 eingeladen wurde.

## Ehrungen und Auszeichnungen
1978 wurde er in Zadeks Inszenierung der Komiker am Thalia Theater zum „besten Schauspieler des Jahres 1978“ gewählt.

## Hörspiele (Auswahl)
- 2002: Umberto Eco: Baudolino – Regie: Leonhard Koppelmann

## Filmografie (Auswahl)
- 1973: Die Zärtlichkeit der Wölfe
- 1979: Ein Kapitel für sich (Fernseh-Dreiteiler)
- 1981: Tatort – Beweisaufnahme (Fernsehreihe)
- 1983: Liebe ist kein Argument (Regie: Marianne Lüdcke)
- 1981:  St. Pauli-Landungsbrücken (Fernsehserie, eine Folge)
- 1983: Bella Donna
- 1985: Küken für Kairo
- 1986: Zieh den Stecker raus, das Wasser kocht
- 1988: Liebling Kreuzberg (Fernsehserie, fünf Folgen)
- 1990: Abenteuer Airport (Fernsehserie, neun Folgen)[2]
- 1990–2004: Ein Fall für zwei (Fernsehserie, fünf Folgen)
- 1993: Clara (Fernseh-Mehrteiler)
- 1993: Tatort – Kesseltreiben (Fernsehreihe)
- 1994: Der Fahnder (Fernsehserie, eine Folge)
- 1994: Elbflorenz (Fernsehserie, sechs Folgen)
- 1995–1996: Die Viersteins (Fernsehserie, zweiundzwanzig Folgen)
- 1995–2002: Wolffs Revier (Fernsehserie, zwei Folgen)
- 1996: Auf Achse (Fernsehserie, eine Folge)
- 1996: Der Landarzt (Fernsehserie, zwei Folgen)
- 1996: Für alle Fälle Stefanie (Fernsehserie, eine Folge)
- 1996: Tatort – Bienzle und der Traum vom Glück
- 1998: Unser Charly (Fernsehserie, eine Folge)
- 1998: Der letzte Zeuge (Fernsehserie, eine Folge)
- 1999: Polizeiruf 110 – Schellekloppe
- 1999: Alarm für Cobra 11 – Die Autobahnpolizei (Fernsehserie, eine Folge)
- 1999: Schwarz greift ein  (Fernsehserie, eine Folge)
- 1999: Tatort – Der Heckenschütze
- 2007: SOKO Rhein-Main (Fernsehserie, eine Folge)
- 2009: SOKO 5113 (Fernsehserie, eine Folge)
- 2010: Der Staatsanwalt (Fernsehserie, eine Folge)
- 2011: Hotel Lux

## Werke (Auswahl)
- Liebe Carmen. Suhrkamp Verlag. Frankfurt am Main, 1993. ISBN 3-518-40514-4
- Reisebuch für den Menschenfeind: die Freuden der Misanthropie. Suhrkamp Verlag. Frankfurt am Main, 1993. ISBN 3-518-38703-0
- Sein oder Nichtsein: Lebensbericht einer Leiche. Suhrkamp Verlag. Frankfurt am Main, 1995. ISBN 3-518-38963-7
- Der Mann mit der Sichel: die Geschichte von dreien, die auszogen uns das Fürchten zu lehren. Suhrkamp Verlag. Frankfurt am Main, 2000. ISBN 3-518-39683-8
- Botschaften von einem anderen Stern. Insel Verlag, Frankfurt am Main und Leipzig 2009 (Insel-Bücherei 1326). ISBN 3-458-19326-X